# Circonscription de Majit Regular
La circonscription de Majit Regular est une des 121 circonscriptions législatives de l'État fédéré des nations, nationalités et peuples du Sud, elle se situe dans la Zone Bench Maji. Son représentant actuel est Lanjoy Barkari Muya.